# Женитьба Белугина (спектакль)
«Жени́тьба Белу́гина» — спектакль в жанре комедии, поставленный в 1987 году Геннадием Егоровым на сцене Ленинградского государственного театра имени Ленинского комсомола по пьесе русских драматургов Александра Островского и Николая Соловьёва «Женитьба Белугина».

## Краткий сюжет
В перечне действующих лиц пьесы драматурги А. Островский и Н. Соловьёв дали характеристику Агишину Николаю Егоровичу: человек без определенного положения, с ограниченными средствами; личность поизносившаяся, но еще интересная; по костюму и манерам джентльмен.
На момент начала спектакля Агишин (А. Арефьев) увлечён молодой, красивой аристократкой Еленой Карминой и является её идейным вдохновителем. Елена хорошо воспитанная девушка из обедневшей дворянской семьи. Агишин советует Елене, легче относится к жизни. «Жизнь не стоит того, чтобы над ней задумываться: вся она не что иное, как комедия». У Агишина рождается план организовать брак Елены по расчёту с богатым купцом Андреем Белугиным. Согласно плану, Белугин должен стать обманутым мужем, а он, Агишин — счастливым любовником.

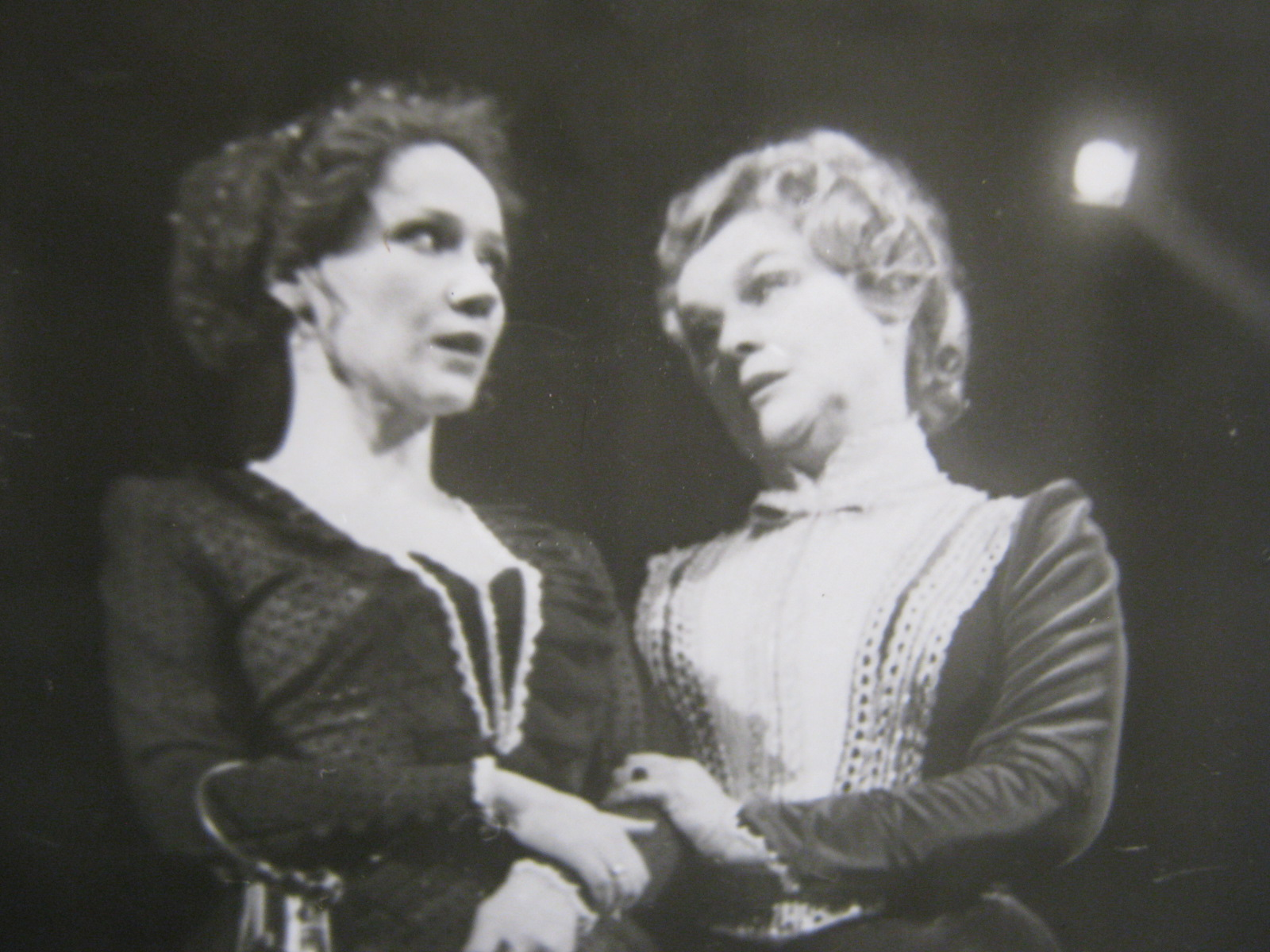
Наталья Попова в роли Елены, Татьяна Пилецкая в роли Карминой Нины Александровны

Спектакль начинается с входа публики в зрительный зал, которая видит на сцене декорацию в виде конструкции «Театр Агишина». После третьего звонка, Николай Егорович Агишин выходит из зрительного зала на авансцену и изящным небрежным жестом начинает спектакль. Звучит музыка, гаснет свет. Агишин занимает место в левом углу авансцены, оформленное в виде ложи старинного театра и смотрит пролог спектакля, который исполняют действующие лица в форме пантомимы. Во время спектакля Николай Егорович Агишин не раз будет занимать место то в правой, то в левой ложе театра. Действие развивается так, как он задумал. На его глазах Андрей Белугин (Л. Кудряшов) откажется от своей наречённой невесты — купеческой красавицы Татьяны Сыромятовой (Р. Лялейките). Затем Белугин сделает предложение выйти за него замуж и обвенчаться Елене Карминой (Н. Попова). От любви к Елене Андрей потеряет голову и будет просить отца Гаврилу Пантелеевича помочь ему: «Если у вас есть власть приказать моему сердцу разлюбить, так я сам прошу вас, прикажите! Коли оно вас послушает, я буду очень рад». Андрей, как ребёнок, начнёт сорить деньгами и подносить Елене украшения из бриллиантов, лишь бы на него обратили внимание. В его поступках будет присутствовать высокая искренность чувств и хмельной размах жениха-миллионера.
Не всё в спектакле Агишина складывается так, как он задумал. Согласившись выйти замуж за Белугина, Елена станет мечтать о полной свободе, а не о праздной жизни за границей с Агишиным. Оказывается, деньги для Елены означают не всё. «За одну только богатую жизнь я бы себя никогда не отдала: я хочу быть свободна!» — заявит она маман, Нине Александровне.

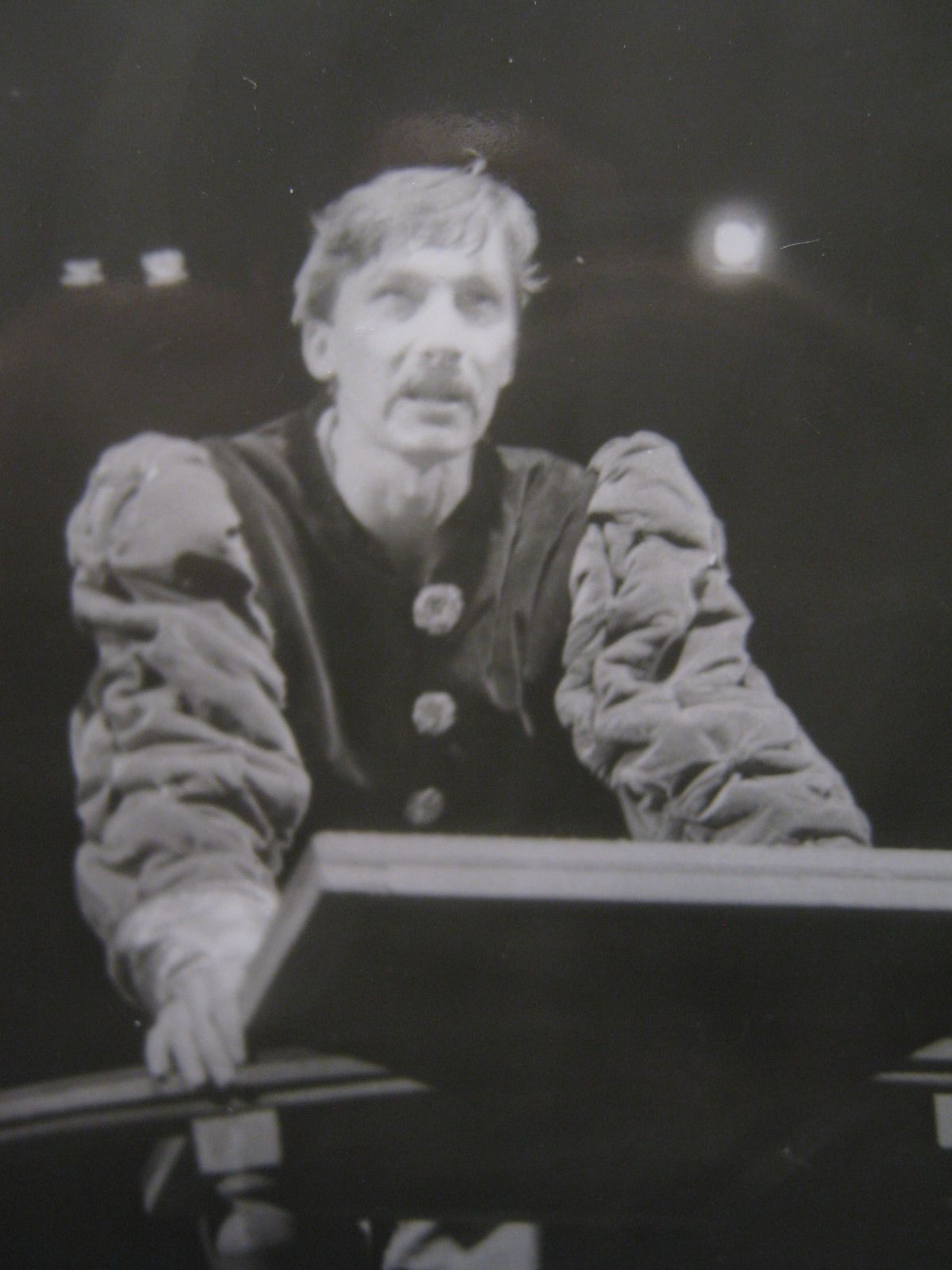
Леонид Кудряшов в роли Андрея Белугина

По-разному играют Елену Кармину две исполнительницы роли. Елена (Н. Попова) подкупает искренностью, когда выходит на авансцену и доверчиво, немного наивно делится со зрителями своими переживаниями. Она мягка, женственна. В сцене примерки бриллиантов, подаренных Андреем Белугиным, она ведёт себя как актриса-дебютантка, неуверенно входящая в роль.
Елена (Л. Луппиан) почти без внутренних колебаний принимает вкрадчиво-бесстыдные наставления Агишина и предложение Андрея Белугина стать его женой. В сцене примерки бриллиантов она выходит на авансцену и откровенно говорит зрителям о своей готовности вертеть простодушным мужем.
Мать Елены поражена цинизмом молодой дочери. Стареющая аристократка, в которой всё выдаёт рафинированную дворянку навсегда уходящего времени, Нина Александровна (Т. Пилецкая) является доброй, безвольной женщиной. От трудностей реальной жизни она прячется за свою мигрень: «Лена! Лена, мне одно только нужно, чтобы ты была счастлива! Сумей только быть счастливой!».
В спектакле значительно расширена почти бессловесная роль слуги Прохора (В. Сухоруков), который являясь человеком Андрея Белугина, постепенно становится «слугой всех господ». Он готов служить всем, кто платит. В слуге Прохоре объединились лихое подобострастие русского лакея с озорной импровизацией плута Бригеллы, одного из самых популярных персонажей итальянской комедии масок.	
Комедийная сторона спектакля постепенно захватывает весь актёрский ансамбль. В сцене визита стариков Белугиных к новой невесте сына Гаврила Пантелеевич (Ю. Оськин) и Настасья Петровна (З. Афанасенко) преподносят себя так, что Кармины долго не могут понять, как себя надо вести и как следует общаться с четой Белугиных. «Они же — не живые, они застывшие, как на фамильном портрете».
В начале второго акта, после посещения бала-маскарада, Елена и Андрей возвращаются домой в маскарадных костюмах эпохи Возрождения. Этим переодеванием постановщик спектакля Г. Егоров напоминает зрителям о том, что театральная критика сравнивала комедию А. Островского и Н. Соловьёва с пьесой У. Шекспира «Укрощение строптивой». Однако, если шекспировский Петруччо притворялся, чтобы смирить крутой нрав своей возлюбленной Катарины, то молодой купец Андрей Белугин искренне страдает от невнимания Елены Карминой. Елена не подпускает его к себе, держит на расстоянии. Официально они — муж и жена, но в действительности живут в разных половинах дома.

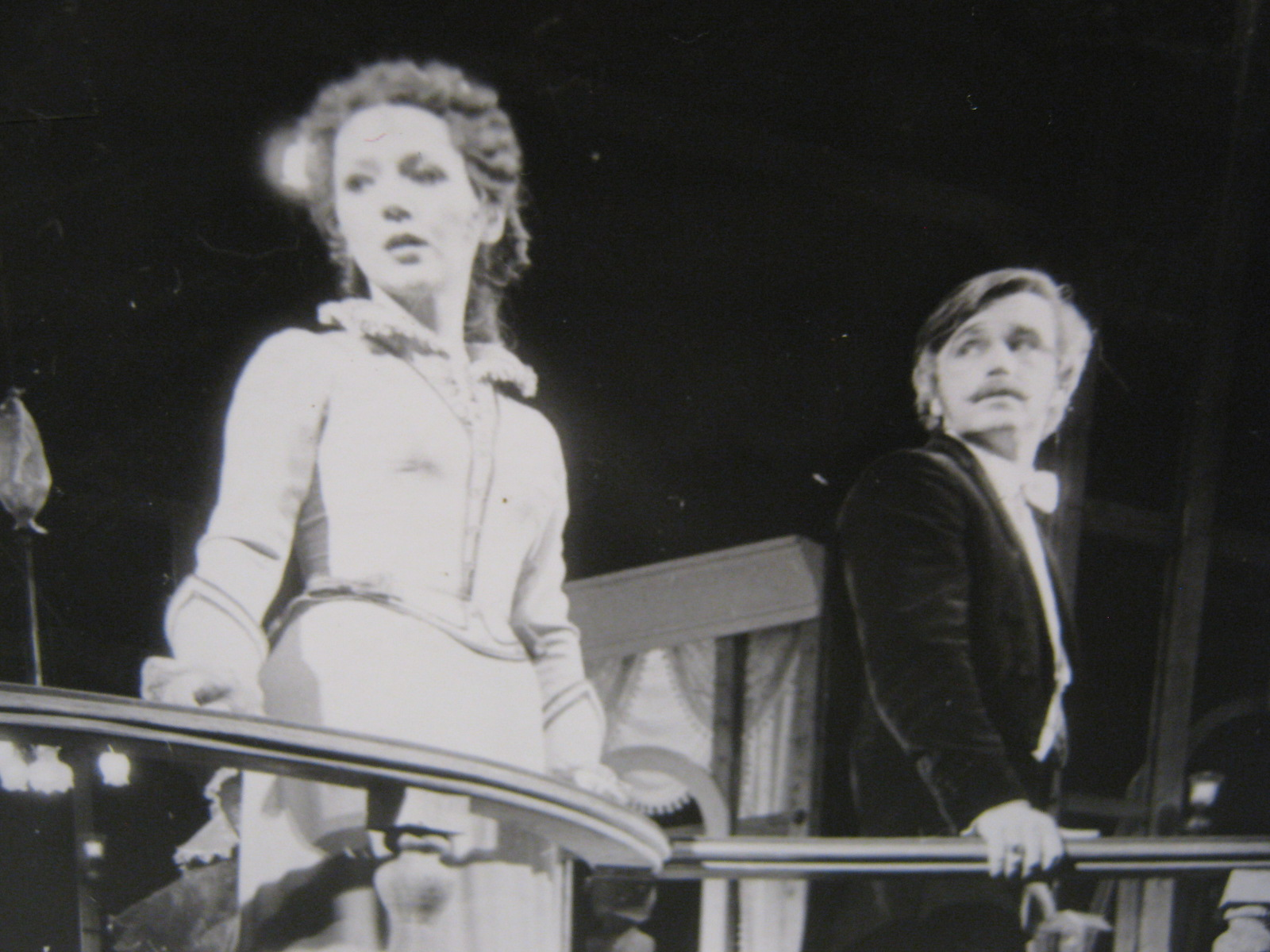
Наталья Попова в роли Елены, Алексей Арефьев в роли Агишина

Маскарадные костюмы, вся эта после карнавальная мишура, путающаяся под ногами — призваны подчеркнуть душевное состояние Елены и Андрея. Если Елена всё ещё находится в плену ненастоящих, мишурных чувств, то Андрей тяготится не подлинностью их семейной жизни. Пытаясь воплотить взгляд на жизнь, как на комедию, чему учил её Агишин, Елена начинает ощущать нарастающий разлад с самой собой. Вступив на путь «сделки с совестью», она ощущает нравственное падение. В результате выбора между свободой и нравственностью у Елены побеждает нравственность. Она решает проверить подлинность намерений Николая Егоровича Агишина и сообщает ему, что готова уехать вместе с ним за границу, но перед этим должна развестись с Андреем. Этот вариант не устраивает Агишина. Он отказывается ехать за границу. Только теперь Елена понимает истинные намерения Агишина. «Ум-то вы успели во мне развратить, а волю-то не сумели — вот вы о чём жалеете! Помешали вам мои природные инстинкты. А я этому очень рада». Елена осознала, что за мнимой эстетичностью облика Агишина стоит холодный расчёт, жестокость помыслов и эгоизм.
Окончательный переломный момент происходит с Еленой в финале спектакля, когда Андрей Белугин сообщает через Нину Александровну, что он собирается уехать жить на фабрику в Подмосковье, а жене предоставляет право взять неограниченное количество денег для поездки за границу с Агишиным. Этот поступок открыл Елене наличие в Андрее таких качеств, как искренность и доброта, ответственность и чувство долга. Елена принимает окончательное решение и в присутствии всех участников спектакля объявляет, что уезжает вместе с мужем жить и работать на фабрике в Подмосковье.
В пьесе драматурги А. Островский и Н. Соловьёв предоставили возможность Агишину удалиться из дома Андрея Белугина с достоинством. Постановщик спектакля Г. Егоров, оставляет одного Агишина на авансцене и публика видит, как он начинает присматриваться к новой жертве в зрительном зале. Свет в зале зажигается.

Акцентируя в спектакле нравственный аспект, режиссёр-постановщик Геннадий Егоров не превращает театр в назидательный урок. Наоборот, этому режиссёру свойственно чувство современности, мизансценой необычности, зрелищности, яркости формы. Соединение русской национальной драматургической основы с традициями европейской театральной культуры, несомненно, оживило спектакль, придало ему зрелищность, динамизм, усилило живой контакт со зрительным залом.
— Л. Ходанен, Т. Черняева

## Действующие лица и исполнители
- Гаврила Пантелеевич Белугин — Юрий Оськин
- Настасья Петровна, его жена — Зинаида Афанасенко
- Андрей Гаврилович, их сын — Леонид Кудряшов, Андрей Тенетко
- Василий Сыромятов — Анатолий Дубанов
- Таня, сестра Сыромятова — Регина Лялейките
- Николай Егорович Агишин — Алексей Арефьев
- Нина Александровна Кармина — Татьяна Пилецкая
- Елена, её дочь — Наталья Попова, Лариса Луппиан
- Прохор — Виктор Сухоруков
- Гости в доме Карминых и Белугиных — артисты театра

## Создатели спектакля
- Постановка — Геннадия Егорова
- Режиссёр — Ирина Стручкова
- Художник — Александр Славин
- Художник по костюмам — Алла Фролова
- Композитор — Геннадий Банщиков
- Балетмейстер — Эдвальд Смирнов
- Романс на стихи Якова Полонского
- Помощники режиссёра — Анатолий Андрианов, Зоя Уржумцева

## История
Пьеса Александра Островского и Николая Соловьёва «Женитьба Белугина» была написана в 1877 году. Драматурги в незамысловатой истории купеческого мезальянса воплотили важную мысль своего времени о победе чистого сердца над расчётом, о торжестве искреннего чувства над пошлостью и цинизмом.
Главный режиссёр Ленинградского государственного театра имени Ленинского комсомола Геннадий Егоров предложил творческому коллективу поставить пьесу «Женитьба Белугина» в 1987 году. Спектакль был обращён к сердцам молодых зрителей и выступал против прагматичного, бездушно-холодного отношения к жизни. Создатели спектакля не пытались «осовременивать» отражённую в пьесе эпоху. Они осовременивали мысли и нравственные идеи пьесы.
Противопоставляя две эпохи — уходящую дворянскую, и нарождающуюся буржуазную, художник спектакля Александр Славин решил сценическое пространство, построив на сцене декорацию «Театр Агишина», которая позволяла одним поворотом сценического круга менять место действия, перенося внимание зрителей то в бледно-голубой дворянский дом Карминых, то в тёмно-красный богатый купеческий дом Белугиных. В центре движущейся конструкции расположился духовой оркестр, дополнявший убранство спектакля сверкающей медью труб.
Композитор Геннадий Банщиков написал для спектакля оригинальную музыку: кадрили, романсы, вальсы.

Последовательно раскрывая комедийную природу пьесы, режиссёр Геннадий Егоров соединил психологическую глубину и правду характеров национальной драматургии с классическими приёмами западноевропейской комедии.
— Н. Паникоровская
Премьера спектакля «Женитьба Белугина» состоялась на сцене Ленинградского государственного театра имени Ленинского комсомола 12 февраля 1987 года.
В 1990 году Геннадий Егоров был назначен художественным руководителем-директором Ленинградского драматического театра «Патриот» ДОСААФ, в дальнейшем Санкт-Петербургский драматический театр «Патриот» РОСТО, созданного в соответствии с постановлением Президиума ЦК ДОСААФ СССР от 9 февраля 1990 года как аналог Центрального театра Советской Армии в Москве.
Новый главный режиссёр Ленинградского государственного театра имени Ленинского комсомола Вячеслав Гвоздков поспешил убрать спектакль «Женитьба Белугина» из репертуара театра:

10 марта 1990 года по непонятным причинам спектакль «Женитьба Белугина» А. Островского и Н. Соловьёва был поспешно снят с афиши Ленинградского государственного театра имени Ленинского комсомола новым главным режиссёром В. Гвоздковым.
— Н. Литвинская